# Freeware
Freeware ([ˈfɹiːˌwɛə]; von englisch free „kostenlos“ und ware „Ware“) bezeichnet im allgemeinen Sprachgebrauch Software, die vom Urheber zur kostenlosen Nutzung zur Verfügung gestellt wird. Die Programmierer verzichten bei Freeware nur auf eine Nutzungsvergütung, aber nicht auf das Urheberrecht. Den Benutzern wird nur ein Nutzungsrecht eingeräumt.

## Geschichte
Der Begriff Freeware wurde von dem US-amerikanischen Programmierer Andrew Fluegelman begründet, der sein Kommunikationsprogramm PC-Talk 1982 jenseits der üblichen und kostenintensiven Distributionswege vertreiben wollte. Die heutige Bedeutung des Begriffs Freeware ist jedoch eine andere als die damalige, nach heutiger Terminologie würde man bei dem damaligen Vertriebsmodell für PC-Talk von Shareware reden.

## Begriffsabgrenzung

Freeware und Free and Open Source Software

Ein Autor kann nach dem Urheberrecht bei einer Weitergabe seines Werks die vertraglichen Bedingungen in weitem Umfang festlegen. So ist Freeware kein genau definierter, rechtsgültiger Begriff. Es ist in jedem Einzelfall anhand der in einem Endbenutzer-Lizenzvertrag festgelegten Lizenzbedingungen zu prüfen, welche konkreten Rechte der Urheber dem Anwender gewährt. Typische Vertragsbedingungen vom Autor sind etwa, dass die Verbreitung gegen ein Entgelt untersagt ist oder die Nutzung nur für Privatpersonen kostenlos ist, d. h. der Einsatz im kommerziellen Umfeld bedarf einer Lizenzgebühr. Ob bei solchen oder noch weitergehenden Einschränkungen der Nutzung der Begriff Freeware noch zutreffend angewendet wird, ist zumindest unter dem Aspekt der allgemeinen Nutzungsfreiheit strittig.
Eine spezielle Form von Freeware liegt bei Software-Produkten vor, die auf ein kostenpflichtiges Betriebssystem aufbauen. Hierbei ist die kostenlose Nutzung an den Besitz anderer Lizenzen und die Zustimmung zur Rechteerweiterung der bestehenden Lizenzen gebunden.
Freeware ist meistens proprietär und steht damit laut der Free Software Foundation im Gegensatz zu Freier Software (englisch „free software“), die weitläufigere Freiheiten gewährt, etwa Veränderungen an der Software.
Auch wenn Open-Source-Software oftmals ebenfalls vergleichbar kostenlos zur Verfügung gestellt wird, geht die zusätzliche Bearbeitungserlaubnis für die Software viel weiter. Zudem kann auch umgekehrt der Quelltext offen liegen, aber das Produkt verkauft werden. Dies ist häufiger bei Videospielen anzutreffen, die in einem App Store für Mobilgeräte mit Gebühr versehen sind oder bei Veröffentlichungen einer Game-Engine unter freier Lizenz, wobei die Computerspielegrafik weiterhin kommerziell vertrieben wird.
Der Unterschied zu Public-Domain-Software ist, dass diese völlig frei nutzbar und veränderbar ist.

### Ähnliche Lizenzen
Für die folgenden Lizenzmodelle wird Freeware in der Regel als Oberbegriff verwendet, teilweise auch synonym. Sie sind allerdings mit Einschränkungen verbunden, die sich aus dem Namen des Lizenzmodells ergeben:
- Cardware (auch Postcardware genannt) ist eine Form von Freeware, bei der der Autor um die Zusendung einer originellen Grußkarte bittet, soweit das Programm Gefallen gefunden hat. Ähnliche Konzepte gibt es für eine ganze Reihe von Sachspenden an den Autor.
- Donationware (auch Lohnware genannt) ist eine Form von Freeware, bei der der Autor um Spenden bittet, zumeist um die Unkosten (etwa Server-Kosten) zu decken.
- Registerware ist Freeware, die jedoch nur gegen eine kostenlose Registrierung heruntergeladen werden kann. Oft werden dabei die angegebenen E-Mail-Adressen verwendet, um Updates oder erweiterte Versionen zu bewerben oder Werbung von Fremdfirmen zu versenden. Eine Weitergabe solcher Programme, auch im privaten Bereich, ist ohne Registrierung meistens ausgeschlossen.
- Freeware für den privaten Gebrauch ist ein Kaufprogramm, das bei der Verwendung auf gewerblich genutzten Rechnern bezahlt werden muss. Lediglich bei ausschließlich privat genutzten Rechnern darf das Programm kostenlos installiert werden, meist ist aber auch hier eine Registrierung erforderlich. Oft gibt es getrennte Versionen für Privatnutzer und erweiterte Versionen für gewerbliche Nutzung. Bekannte Beispiele hierfür sind Firewall- und Antivirenprogramme.
- Free-to-play ist ein Businessmodell, welches die kostenlose Verwendung von Computerspiel-Software erlaubt, jedoch häufig optionale Premiuminhalte kostenpflichtig anbietet. Dies hat das Kofferwort Freemium geprägt.

## Verbreitung
Der Begriff Freeware ist in einigen Gebieten anzutreffen: Einmal bei den Computerzeitschriften, die Freeware gerne als vereinfachenden Oberbegriff verwenden (z. B. für freie Software oder Lite-Versionen) und bei Hobbyprogrammierern, die ihre kleineren Software-Projekte auf ihrer Homepage zum kostenlosen Herunterladen anbieten und sich auch nicht mit Software-Lizenzrecht befassen wollen. Viele gängige Datenbanken, Content-Management-Systeme oder Netzwerkprotokolle werden von Open-Source-Communitys programmiert bzw. weiterentwickelt. Die Nutzung dieser Softwares ist kostenlos, die Entwickler bitten die Nutzer um eine Spende.
Eine andere Quelle von Freeware ist ehemalige kommerzielle Software, die am Ende ihrer kommerziellen Vermarktung der Nutzergemeinde als Freeware zur Verfügung gestellt wird, teilweise als Promotionaktion für eine neue Software. Teilweise wird frei herunterladbare Freeware zur Verfügung gestellt, um zu verhindern, dass Software nicht mehr erhältliche Abandonware wird, beispielsweise Borland gab einige seiner Legacy-Produkte deswegen frei, z. B. Turbo Pascal oder Diversions Entertainment das Computerspiel One Must Fall.